# Playa Nueva
Playa Nueva är en ort i Mexiko.   Den ligger i kommunen San Sebastián Tlacotepec och delstaten Puebla, i den sydöstra delen av landet, 260 km öster om huvudstaden Mexico City. Playa Nueva ligger 86 meter över havet och antalet invånare är 269.
Terrängen runt Playa Nueva är varierad. Runt Playa Nueva är det ganska tätbefolkat, med 56 invånare per kvadratkilometer. Närmaste större samhälle är Cosolapa, 19,3 km nordost om Playa Nueva. I omgivningarna runt Playa Nueva växer huvudsakligen savannskog.